# Мироносицкая площадь (Харьков)
Мироносицкая площадь — площадь, находившаяся в центре Харькова между улицами Сумской и Чернышевской, тогдашней Рымарской и Мироносицким переулком — приблизительно на месте нынешнего сквера Победы. Возникла в конце XVIII века, после закрытия в 1792 году Мироносицкого кладбища, находившегося при Мироносицкой церкви. Площадь получила своё наименование по названию церкви во имя жен-мироносиц. Территория, занимаемая ранее площадью, в настоящий момент административно принадлежит Киевскому району города Харькова.

## История
Площадь возникла в конце XVIII веке, после закрытия в 1792 году Мироносицкого кладбища, находившегося при Мироносицкой церкви. Мироносицкая площадь просуществовала до 1930 года, когда был снесён храм Жен Мироносиц. После этого началось строительство здания «Театра массового музыкального действа», в котором бы совмещались цирк, театр и кинотеатр, но после переноса столицы в Киев стройку свернули. До войны на месте церкви построили троллейбусный парк. А после Великой Отечественной войны на месте депо разбили сквер Победы, в котором заложили аллею героев-комсомольцев и установили Зеркальную струю. Южная часть площади стала улицей Скрыпника, а в восточной части был построен жилой дом (ул. Чернышевского, 15).

Мироносицкая площадь в начале XX века
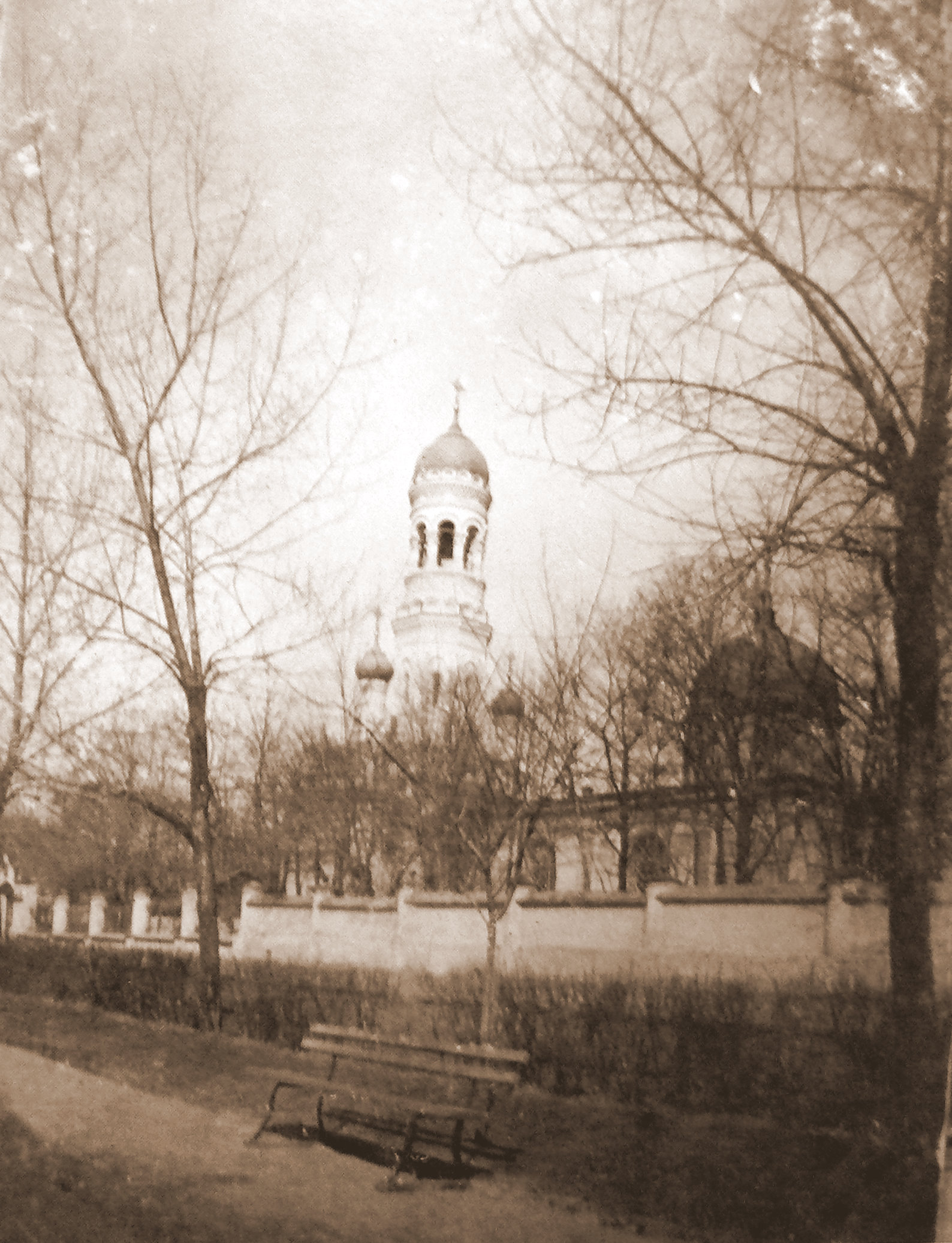
Фото Мироносицкой церкви 1911 года со стороны Мироносицкой площади (нынешняя улица Скрыпника).
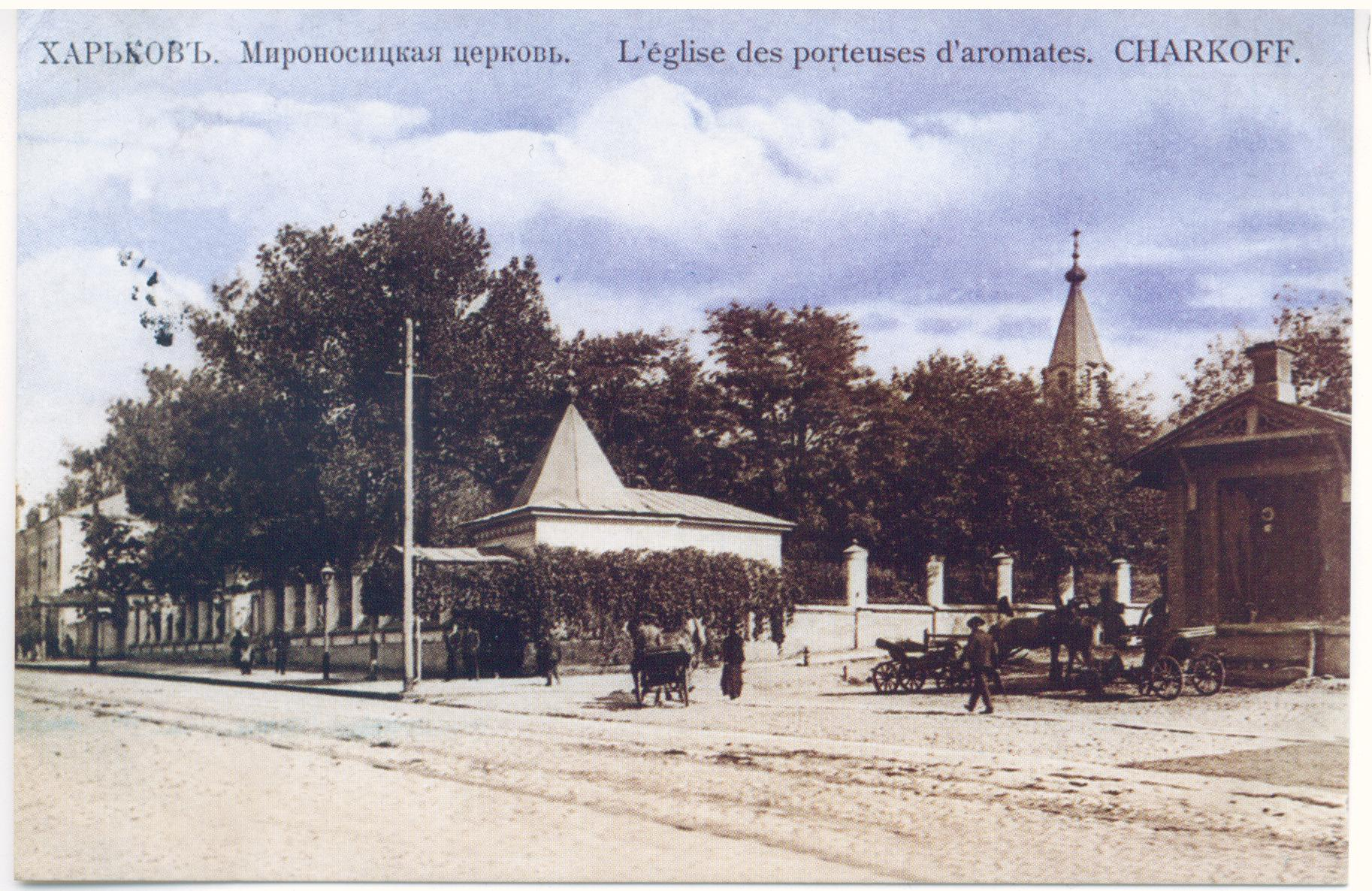
Почтовая открытка: фото церковного сада, ограды и угловых часовен Мироносицкой церкви со стороны Сумской улицы. Справа видно начало западной части Мироносицкой площади
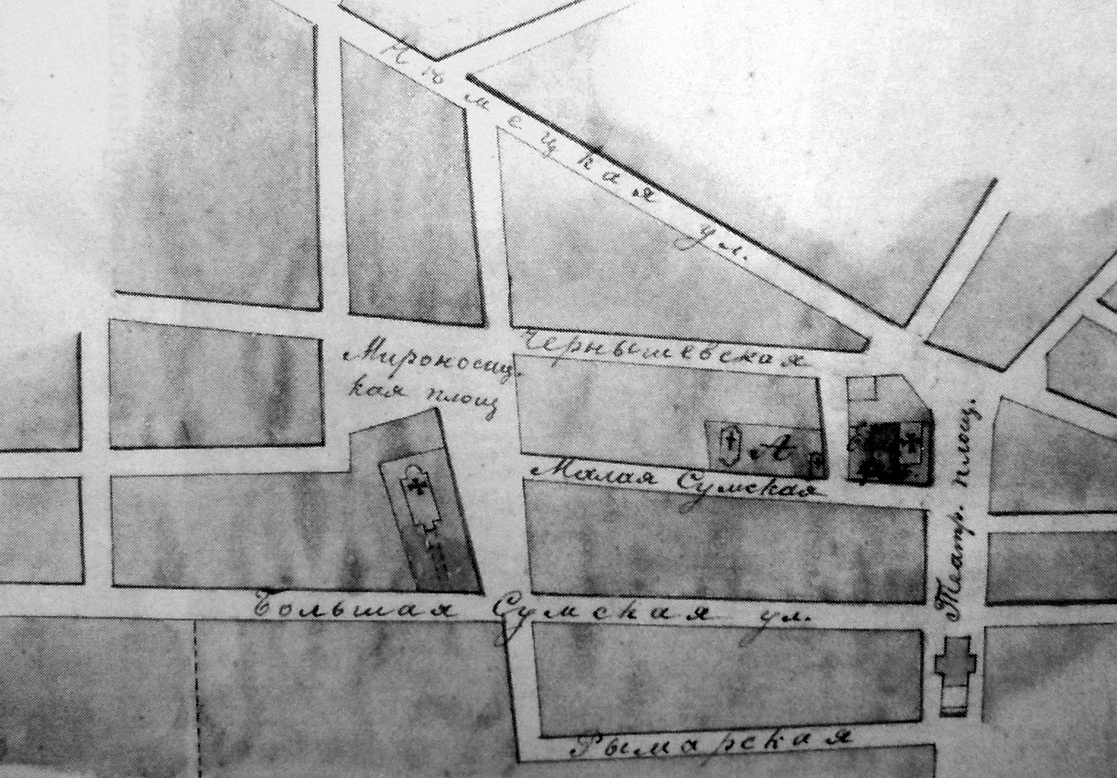
Мироносицкая площадь на карте Харькова конца XIX — начала XX века (юг - справа, север - слева).

## Площадь в художественных произведениях
Мироносицкая площадь
Здесь грязь всю площадь наполняла,
но развели прекрасный сквер
и без особо важных мер
здесь грязи как и не бывало.
Вот только что меня тревожит:
ту площадь грязную, быть может,
дешевле было б замостить,
чем сквер подобный разводить?
Иванов Василий (Шпилька), «Путеводитель по Харькову», 1890